# استفان یارل
استفان یارل (سوئدی: Stefan Jarl؛ زادهٔ ۱۸ مارس ۱۹۴۱) یک کارگردان فیلم اهل سوئد است.
از فیلم‌هایی که وی در آن‌ها نقش داشته‌است، می‌توان به به ما می‌گویند وصله ناجور و تسلیم اشاره نمود.